# Кокшетауський район
Кокчета́вський район/Кокшетауський район (рос. Кокчетавский район, каз. Kөкшетау ауданы) — колишній район у складі Кокшетауської області Казахської РСР (1928-1991) та Казахстану (1991-1997).
Адміністративним центром району було місто Кокшетау (до 1993 року Кокчетав), яке однак не входило до його складу.

## Влада
Голови районного виконавчого комітету:
- Сарсенбаєв Сеїт Сарсенбайович — з 10 березня 1938 року по 10 вересня 1939 року[2]
- Бодак Федір Романович — з 10 вересня 1939 року по 9 травня 1941 року[3]
- Чернооков Георгій Микитович — з 16 травня 1941 року по 15 лютого 1945 року[4]

## Історія
17 січня 1928 року у складі Кзил-Джарського (пізніше Петропавловського) округу було утворено Кокчетавський район та Селянський район, центрами обох було місто Кокчетав.
17 грудня 1930 року всі округи в республіці були ліквідовані, райони на пряму стали підпорядковані Алма-Аті. Частина Кокчетавського району передана до складу Арик-Балицького району, а частина — до Щучинського району. В той же час до складу Кокчетавського району передано ліквідований Селянський район та частина ліквідованого Червоноармійського району.
10 березня 1932 року район увійшов до складу новоствореної Карагандинської області.
9 червня 1934 року з частини район відновлено Червоноармійський район. 10 лютого 1935 року центр району перенесено до села Кокшетау.
29 липня 1936 року район увійшов до складу новоутвореної Північноказахстанської області. 5 лютого того ж 1936 року Казахська АРСР, у складі якої перебували область та район, була перейменована в Казахську АСРР, а 5 грудня того ж 1936 року перетворена в Казахську РСР і виведена зі складу Російської РФСР.
15 березня 1944 року район увійшов до складу новоствореної Кокчетавської області.
1991 року Казахстан, у складі якого перебували область та район, здобув незалежність, а 7 жовтня 1993 року Кокчетавська область була перейменована в Кокшетауську, район став Кокшетауським.
2 травня 1997 року район був ліквідований, його територія повністю увійшла до складу Зерендинського району.